# Meadow (Texas)
Pour les articles homonymes, voir Meadow.
Meadow est une ville située au nord-est du comté de Terry, au Texas, aux États-Unis,.

## Démographie
Lors du recensement de 2010, la ville comptait une population de 593 habitants. Elle est estimée, en 2016, à 596 habitants.

### Source de la traduction
- (en) Cet article est partiellement ou en totalité issu de l’article de Wikipédia en anglais intitulé « Meadow, Texas » (voir la liste des auteurs).